# 大前喬一
大前 喬一（おおまえ きょういち、2000年5月4日 - ）は、日本の子役である。
大阪府出身。アミューズに所属していた。テレビドラマ『刑事の現場』（NHK）で芸能界デビュー。2009年に放送されたテレビドラマ『サムライハイスクール』では、三浦春馬演じる主人公の幼少期を演じた。

## 出演

### テレビドラマ
- 刑事の現場（NHK）
- サムライハイスクール 第1話（2009年10月17日、日本テレビ）望月小太郎（幼少） 役

### 映画
- トロッコ（2010年）
- 瀬戸内海賊物語（2014年、松竹）麻田冬樹 役

### 舞台
- 劇団四季 サウンドオブミュージック 大阪公演（2011年）
- 銀河英雄伝説 第四章 後篇 激突（2014年）ユリアン・ミンツ 役（ダブルキャスト）